# Laggarsvik och Linanäs
Laggarsvik och Linanäs – miejscowość (tätort) w Szwecji, w regionie administracyjnym (län) Sztokholm, w gminie Österåker.
Według danych Szwedzkiego Urzędu Statystycznego liczba ludności wyniosła: 303 (31 grudnia 2015), 307 (31 grudnia 2018) i 308 (31 grudnia 2019).